# قلعة شاهبولاغ
قلعة شاهبولاغ (بالأذرية: Şahbulaq qalası)‏(وتُترجم حرفيًا:نبع الشاه) وهي قلعة من القرن الثامن عشر تقع بالقرب من آغدام في أذربيجان بناها خانية قراباغ بناه علي.

## التاريخ

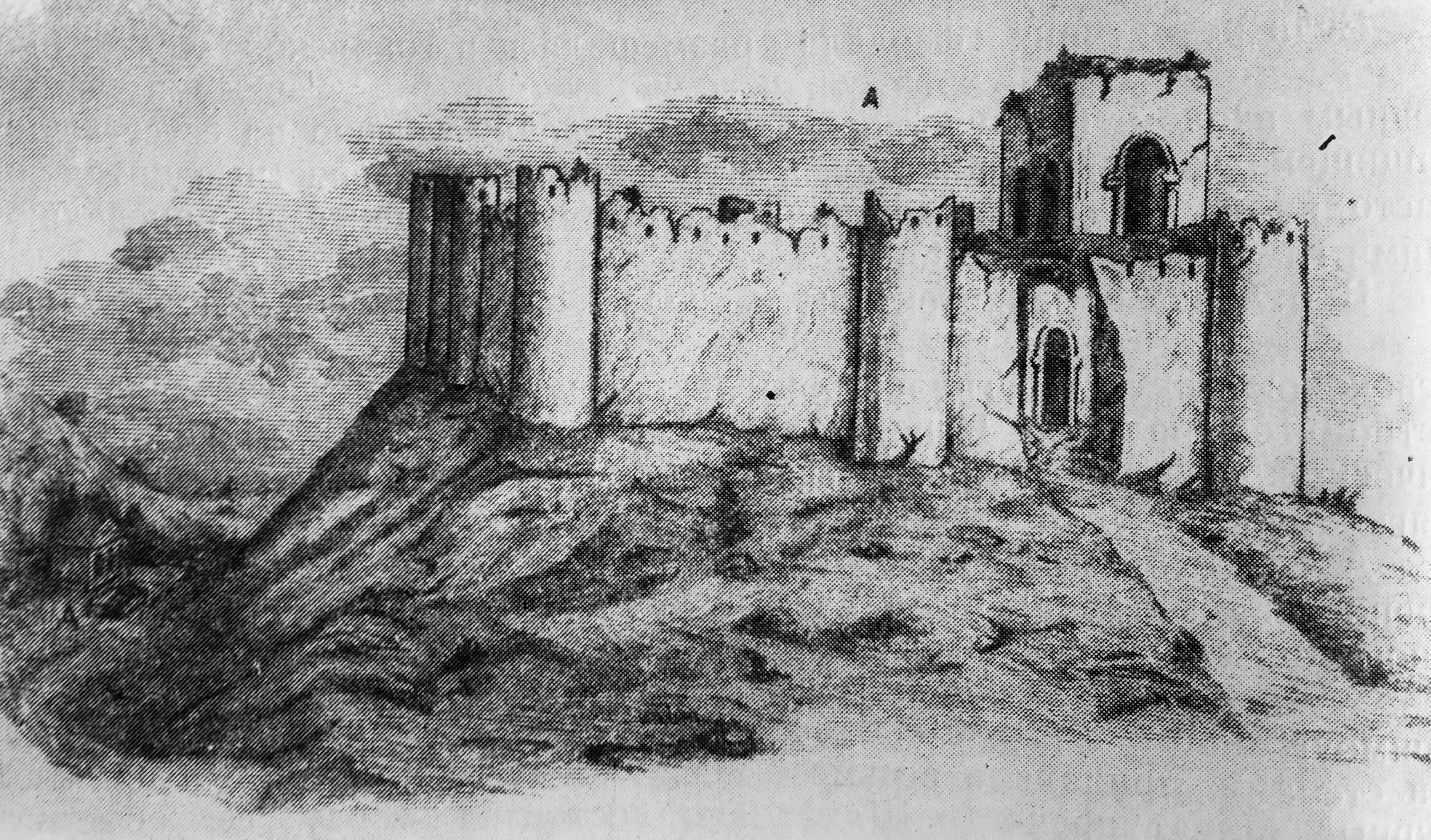
منظر من الجنوب رسم للمؤرخ العسكري الروسي ف. بوتو عام 1901.

بعد وفاة الحاكم الإيراني نادر شاه قُسِّمت أراضي القوقاز إلى عدة أجزاء، واحدة منها كانت خانية قراباغ التي أسسها بناه‌ علی‌ خان جوانشیر، كانت أول عاصمة للخانية هي قلعة بيات التي بنيت عام 1748. وسرعان ما تم نقل العاصمة إلى قلعة شاهبولاغ التي شُيِّدت حديثًا وتقع في الأراضي المنخفضة قاراباغ. في النهاية نقل بناه علي خان العاصمة إلى موقعها الأخير شوشا وهي قلعة طبيعية تقع على صخرة جبلية يصعب اختراقها. بمجرد الانتهاء من بناء قلعة شوشا، قام باناه علي خان بنقل بلاطه (قصره وجلسه). ومع ذلك احتفظ خانية قراباغ بحوالي 3000 من سلاح الفرسان القوي في قلعة شابولاغ لأغراض عسكرية. يشبه تصميم قلاع شهبولاق قلعتي شوشا وعسكران.

### القلعة
سميت القلعة شاهبولاغ («نبع شاه») تكريما للنبع القريب. وقد بُنيَ المجمع الذي يضم مساجد ومنازل وحمامات وسوق في 1751-1752. استُخدِم الحجر الجيري وحجر البناء المنحوت في عملية البناء. لم يتبقى سوى القلعة والمسجد في نهايته الشمالية الغربية. القلعة ذات تصميم معماري مستطيل وجدرانها الخارجية معززة بأبراج دائرية وشبه أسطوانية. تحتوي الجدران والأبراج على حواجز وشرفات نموذجية لهياكل الدفاع. يبلغ ارتفاع جدران القلعة 7 أمتار (23 قدمًا)، ويبلغ ارتفاع الأبراج 8.5 مترًا (28 قدمًا). يقع مدخل القلعة في الجزء الأوسط من الجدار الشرقي. في عهد الخانية كان هذا الجزء محميًا بمباني من طابقين تشبه البرج. الطابق العلوي مخصص للخانية مع درج حجري يؤدي إليه من ساحة القلعة.وقد بُنيت القلعة من حجارة كاملة نصف منحوتة.

### المسجد
يقع المسجد الذي بني أثناء بناء قلعة شاهبولاغ في الجزء الشمالي الغربي من القلعة، يشتمل على قاعة صلاة حجرية صغيرة مع قبة مربعة بطول 5.1 متر (17 قدمًا) على جانب وشرفة أرضية بواجهة 5.1 × 2.5 متر (16.7 × 8.2 قدم) تواجه الشرق. تستند عوارض الشرفة الأرضية على أعمدة رباعية الزوايا ذات 8 حواف. يُعتقد أن عمارة شاهبولاغ قد أثرت في التصاميم المعمارية اللاحقة للمباني في جميع منطقة قاراباغ وخاصة منطقة شوشا.

## الوضع الحالي
حاليًا لا تزال قلعة شاهبولاغ من الآثار التاريخية والثقافية الهامة من فترة خانية قراباغ. جُدِّدت القلعة في أوائل الثمانينيات من قبل حكومة أذربيجان الاشتراكية السوفياتية. خلال حرب مرتفعات قره باغ الأولى استولت القوات الأرمينية على القلعة والمناطق المحيطة بها في أعقاب معركة أقدام، ثم جُدِّدت بعد الاستيلاء عليها. يوجد متحف صغير داخل القلعة يخزن به القطع الأثرية التي تم العثور عليها خلال الأحافير الجارية في الموقع الأثري المجاور تيغراناكيرت.
أعيدت القلعة ومقطعة أقدام إلى أذربيجان في 20 نوفمبر 2020 بموجب اتفاق وقف إطلاق النار في مرتفعات قره باغ 2020 بعد حرب مرتفعات قره باغ عام 2020.

## معرض الصور

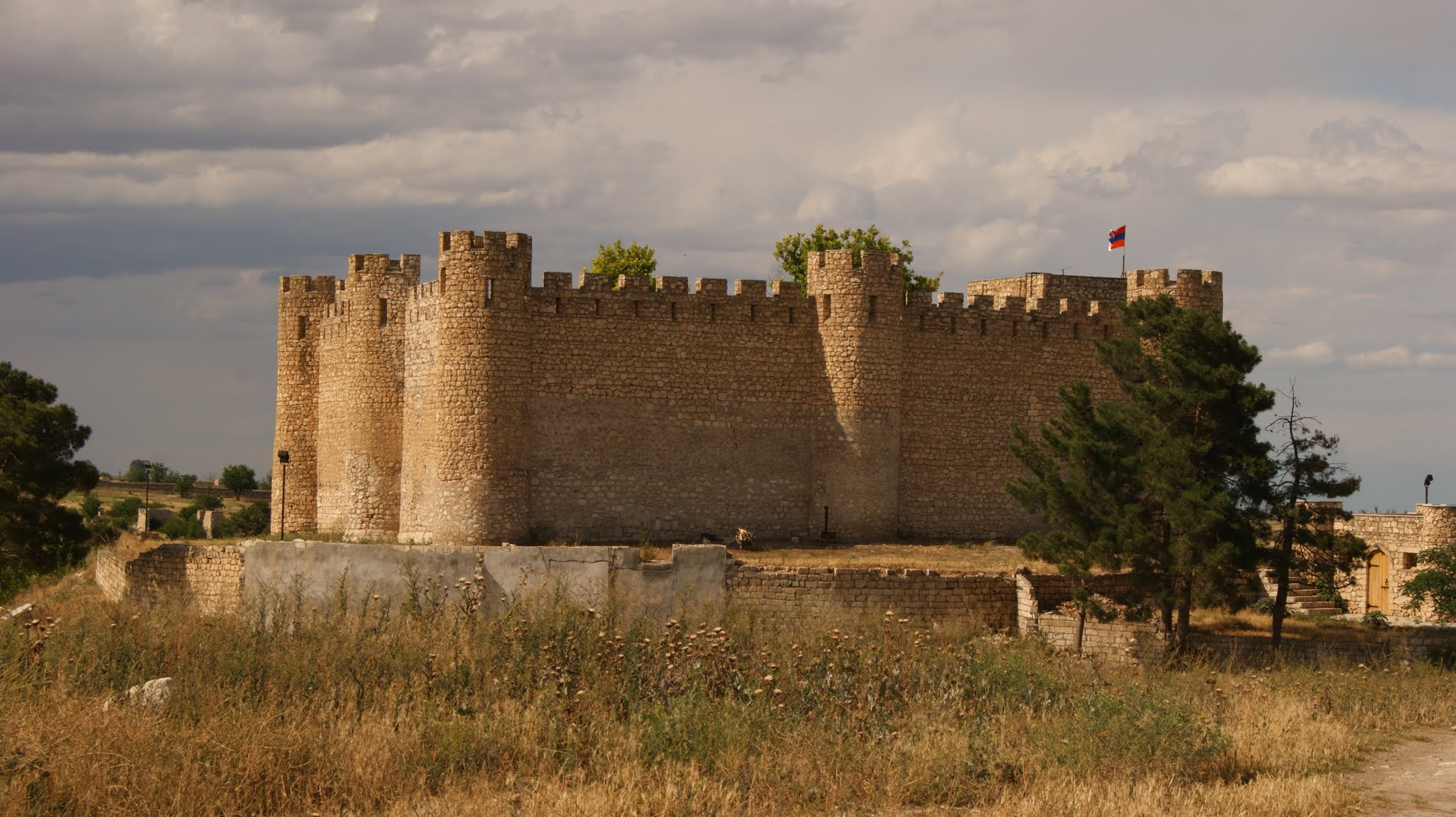
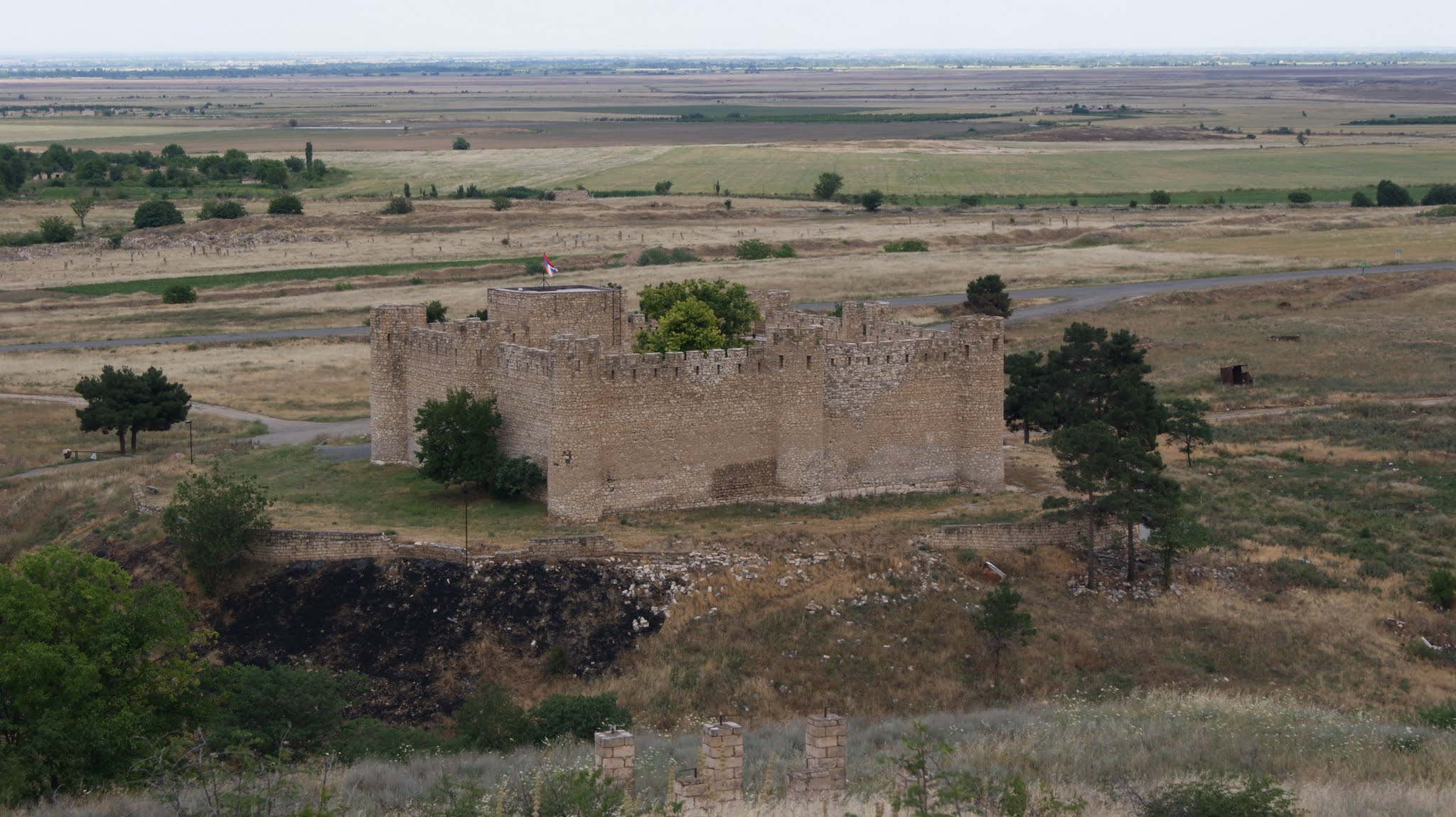
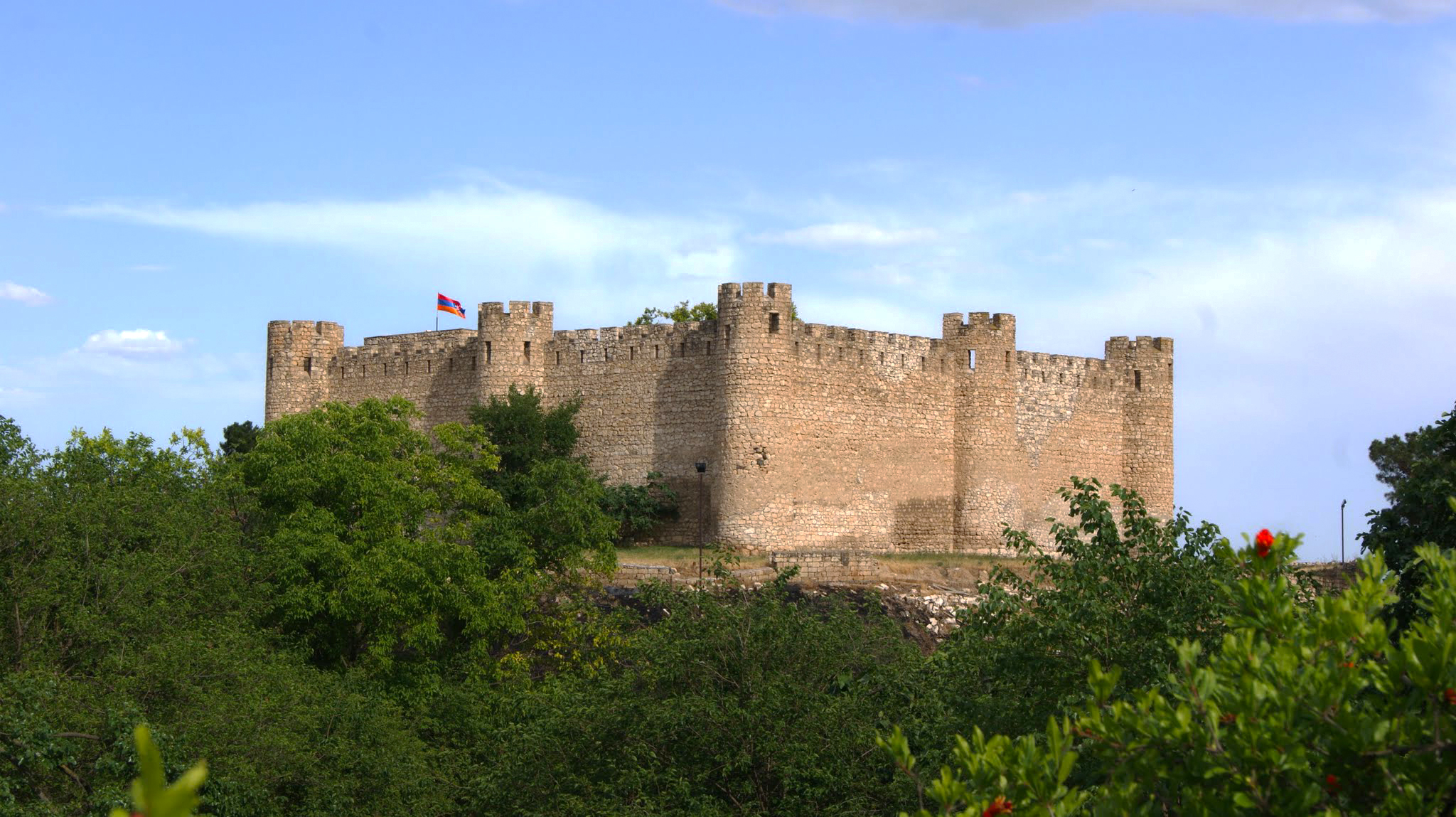
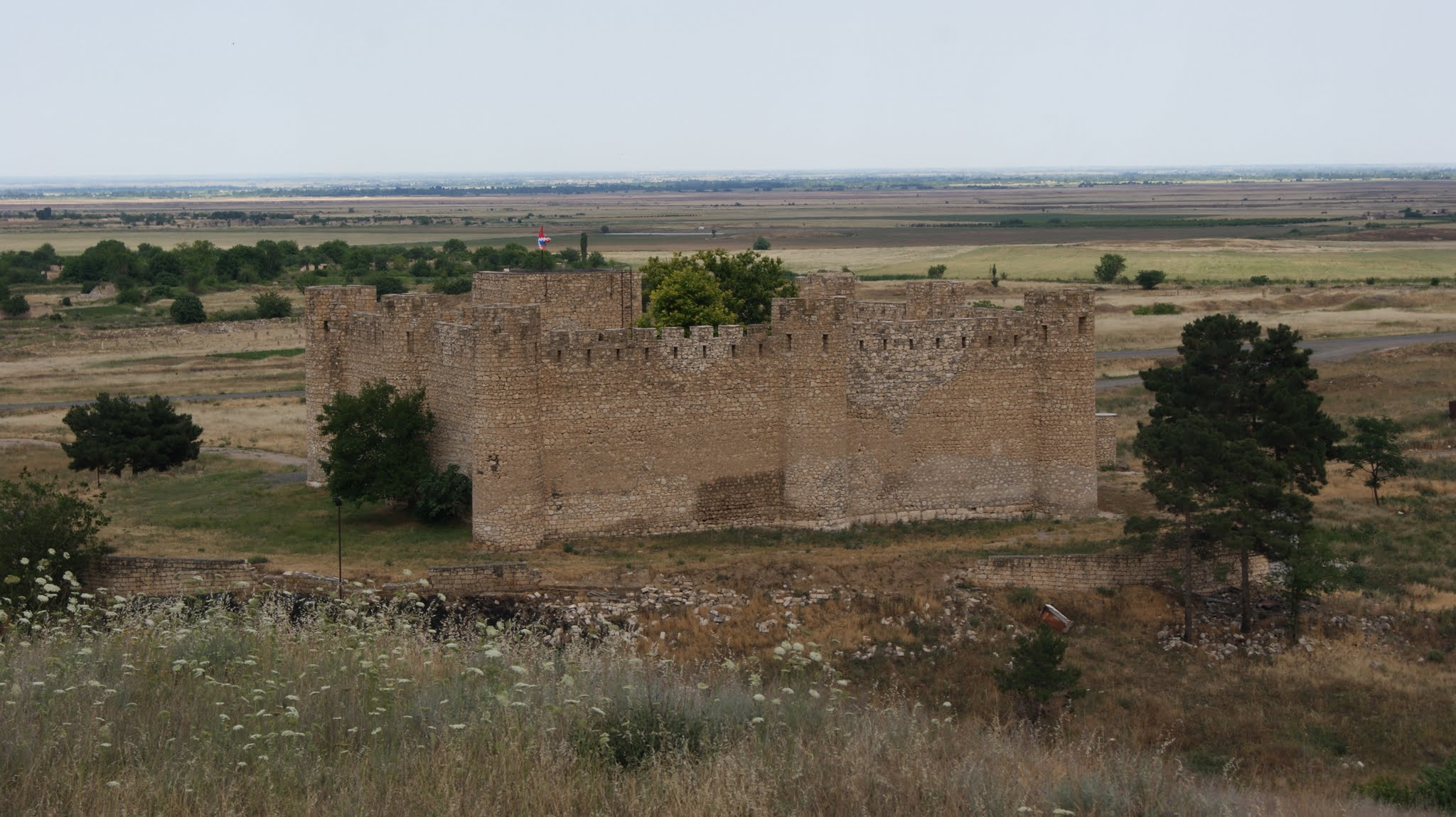
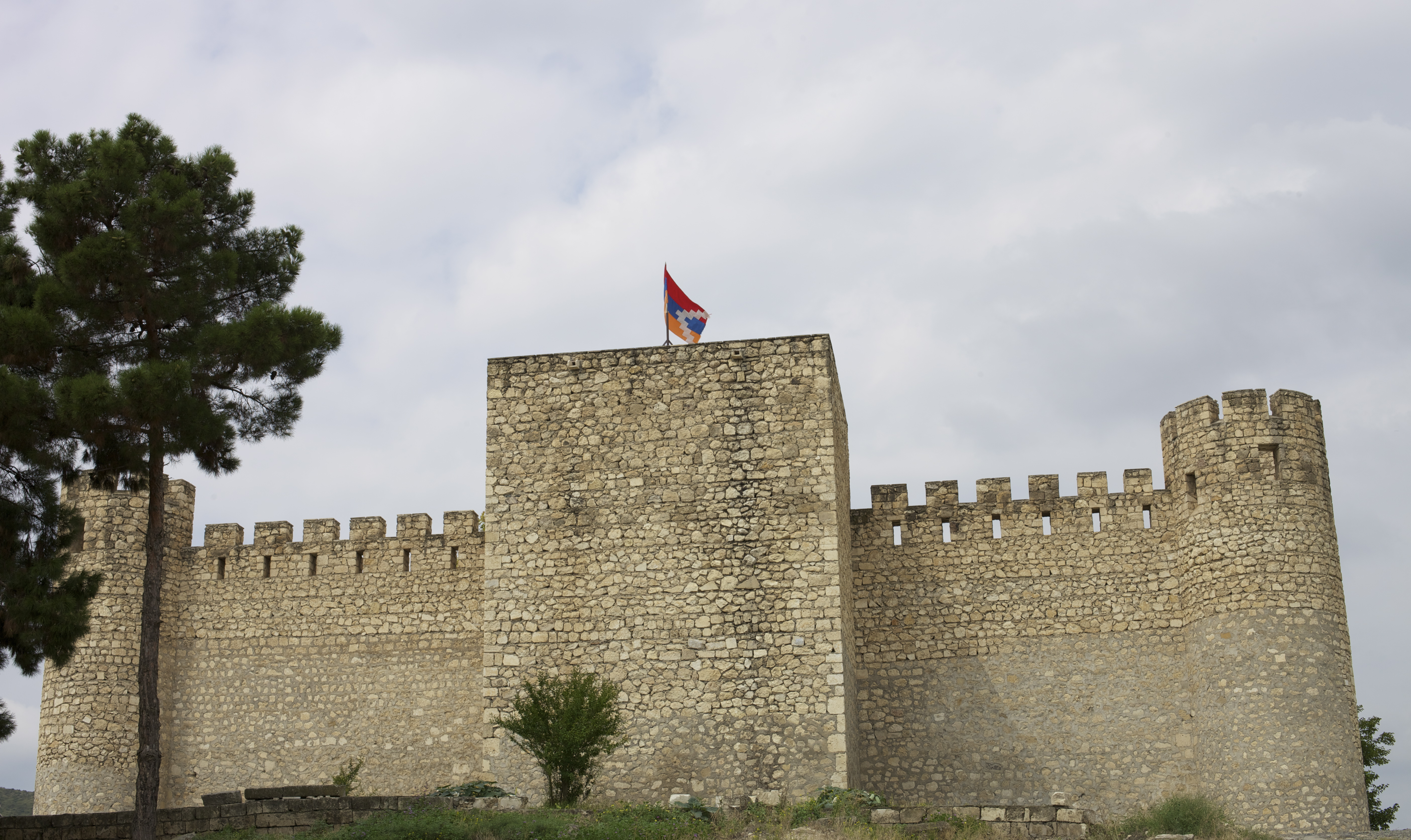
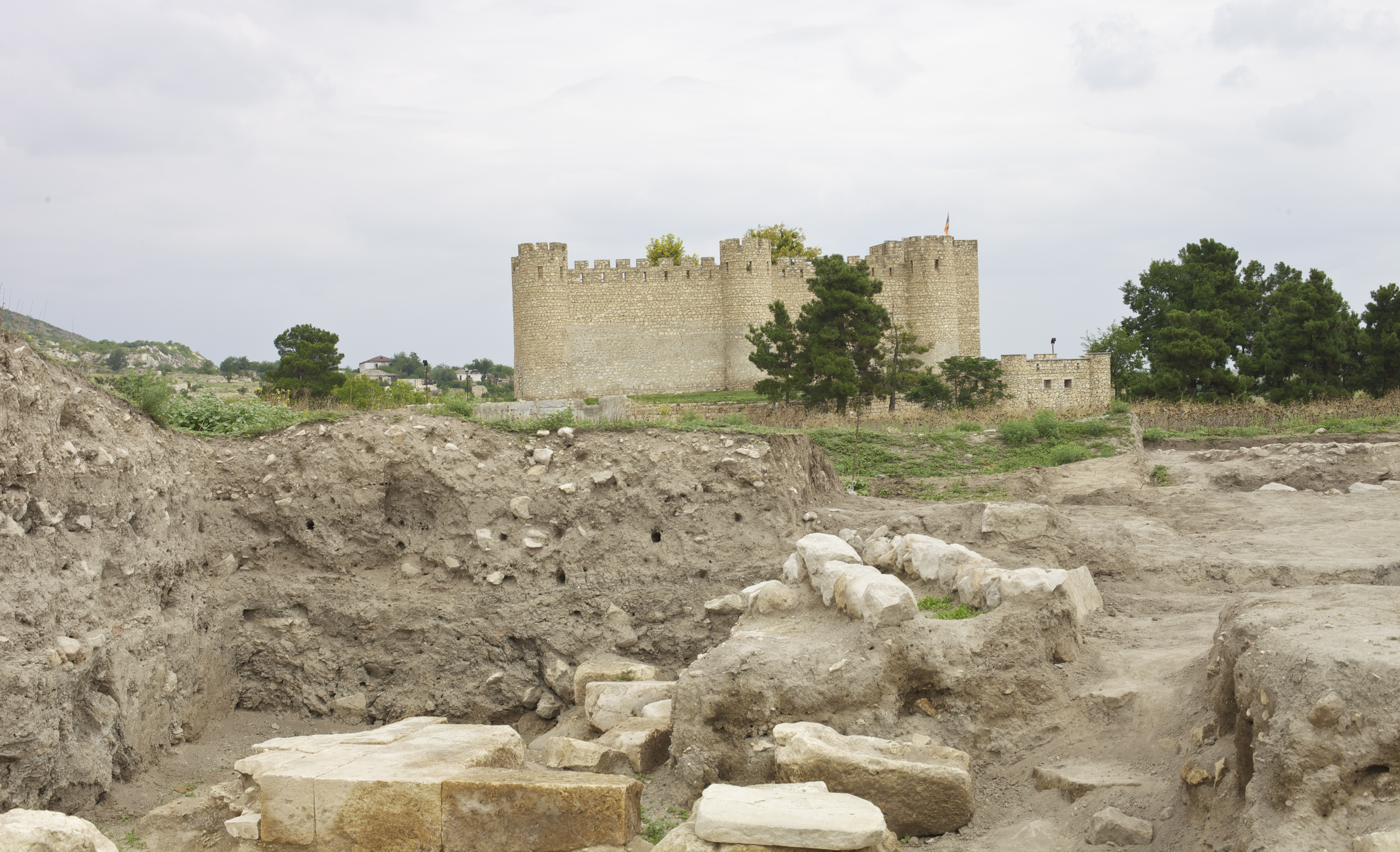